# Ален Траоре
Але́н Сібірі́ Траоре́ (фр. Alain Sibiri Traoré; нар. 31 грудня 1988 року, Бобо-Діуласо, Буркіна-Фасо) — футболіст з Буркіна-Фасо, нападник збірної Буркіна-Фасо та турецького «Кайсеріспор». Старший брат іншого футболіста збірної Бертрана Траоре.

## Титули і досягнення
- Срібний призер Кубка африканських націй: 2013
- Бронзовий призер Кубка африканських націй: 2017